# Кардона, Педро де
Педро де Кардона (Pedro De Cardona) — католический церковный деятель XII века. На консистории 1181 года был провозглашен кардиналом-священником с титулом церкви Сан-Лоренцо-ин-Дамазо.